# European Hydrogen Association

Logo der EHA

Die European Hydrogen Association (EHA) ist der Dachverband für europäische Wasserstoffverbände. Die Geschäftsstelle ist in Brüssel.
Ziel der EHA ist die Durchsetzung von Wasserstoff als Energieträger. Die EHA leistet klassische Verbandsarbeit auf europäischer Ebene wie Öffentlichkeitsarbeit, Lobbyarbeit und die Zusammenarbeit zwischen Wirtschaftsvertretern und Forschern.
Der Verband wurde am 25. Januar 2000 gegründet. Die fünf Gründungsmitglieder sind aus
- Deutschland (Deutscher Wasserstoff-Verband),
- Frankreich (Association Française de l'Hydrogène),
- Italien (Forum Italiano dell'Idrogeno),
- Norwegen (Norsk Hydrogenforum) und
- Schweden (H2Forum).

Neben den nationalen Verbänden sind Unternehmen wie Linde AG, Shell Hydrogen, Air Products, Air Liquide, Hydro Oil & Energy und EHN Combustibles Renovales Mitglieder.